# Partido Civil
Der Partido Civil (auch: Partido Civilista) war eine peruanische Partei in der zweiten Hälfte des 19. und der ersten Hälfte des 20. Jahrhunderts. 

## Geschichte
Ursprünglich wurde der Partido Civil als Gegenbewegung zur wachsenden Macht des peruanischen Militärs gegründet und verfolgte als einziges Ziel die Errichtung einer Zivilregierung im Lande. Dennoch bildete die Partei in den ersten Jahren ihrer Existenz auch Allianzen mit dem Militär. Noch im ersten Jahr gelang ihrem Gründer Manuel Pardo am 2. August 1872 die Wahl zum peruanischen Präsidenten. 
In den 1870er Jahren hatten wirtschaftliches Wachstum und eine gewisse politische Stabilisierung die Voraussetzungen für die Schaffung der ersten politischen Partei des Landes geschaffen. Es war zudem eine Zeit der Aufbruchs für die internationalen Handels-, Geschäfts- und Finanzbeziehungen, von denen Peru profitierte. Pardo als Mitglied der gebildeten Elite galt vielen Peruanern als geeigneter Kandidat, um das Land in die neue Ära zu geleiten. 
Der Partido Civilista bestand zunächst vor allem aus neureichen Händlern, Plantagenbesitzern und Geschäftsleuten, insbesondere Profiteuren des Guano-Booms. Die Parteimitglieder hielten das Militär für korrupt und unfähig, Peru weiter zu regieren.
Nach dem Salpeterkrieg und einer erfolgreichen Revolution, die das Militär ein zweites Mal von der Macht verdrängte, spielte die Partei eine führende Rolle beim Wiederaufbau des Landes. Sie belebte ihr gegen das Militär und auf Warenexport ausgerichtetes Programm neu und sicherte dadurch ihre Unterstützung. Die meisten Parteimitglieder gehörten der wirtschaftlichen und sozialen Oberklasse in Lima an. 
Zwischen 1899 und 1920 waren die meisten peruanischen Präsidenten Civilista-Parteimitglieder und der Partido Civil die dominierende politische Bewegung. Diese Zeitperiode wird als die Epoche der Aristokratischen Republik bezeichnet. Das Wahlrecht war an strenge Besitz- und Bildungsvoraussetzungen geknüpft, und Wahlmanipulationen zu Gunsten des Partido Civil waren an der Tagesordnung.
Unter der Führung des Präsidenten Augusto Leguía y Salcedo in seiner zweiten Amtsperiode von 1919 bis 1930 wurde die Partei in die politische Bedeutungslosigkeit gedrängt.

## Peruanische Präsidenten des Partido Civil
- Manuel Pardo (erster ziviler Präsident der peruanischen Republik)
- Mariano Ignacio Prado (Militär, vom Partido Civil unterstützt zwischen 1876 und 1879)
- Nicolás de Piérola (Mitglied der demokratischen Partei, vom Partido Civil unterstützt 1895-1899)
- Eduardo López de Romaña
- Manuel Candamo
- Serapio Calderón
- José Pardo y Barreda

## Peruanische Präsidenten, deren politische Karriere im Partido Civil begann
- Guillermo Billinghurst
- Augusto Leguía y Salcedo
- Manuel Prado y Ugarteche